# Alyson Gorske
Alyson Elizabeth Gorske (* 10. November 1996 in Arlington, Virginia) ist eine US-amerikanische Theater- und Filmschauspielerin.

## Leben
Gorske wurde am 10. November 1996 in Arlington geboren. Mit 18 Jahren zog sie von Washington, D.C. nach Los Angeles. Dort besuchte sie mit einem Stipendium die Stella Adler School bis 2015. Anschließend besuchte sie für zwei Jahre die American Academy of Dramatic Arts in Hollywood, die sie 2017 verließ. Sie ist seit 2016 im Ensemble der The Echo Theater Company in Los Angeles.
Nach ersten Engagements in Kurzfilmen und einer Episodenrolle in der Fernsehserie Awkward Exes folgte 2018 im Spielfilm Southern Decadence eine größere Nebenrolle. Der Film wurde am 13. Oktober 2018 auf dem La Femme Film Festival uraufgeführt. 2020 hatte sie einer der Hauptrollen in dem Film Battle Star Wars – Die Sternenkrieger. Im selben Jahr folgten zudem eine Nebenrollen in Airliner Sky Battle und Meteor Moon. 2021 folgten Besetzungen im Horrorfilm 616 Wilford Lane und an der Seite von Richard Grieco im Abenteuerfilm Jungle Run – Das Geheimnis des Dschungelgottes sowie eine Hauptrolle in The Devil’s Triangle – Das Geheimnis von Atlantis im selben Jahr. 2023 spielte sie im Film Amy's Fucket List die titelgebende Hauptrolle der Amy Taylor. Im selben Jahr war sie in zwei Episoden der Fernsehserie Shrinking als Rachel sowie in der Hauptrolle der Michal im Horrorfilm The Puppetman zu sehen. 2023 verkörperte sie außerdem die Rolle der Lana in der Fernsehserie Völlig zerstört.

## Filmografie (Auswahl)
- 2016: The After Party (Kurzfilm)
- 2017: Awkward Exes (Fernsehserie, Episode 1x04)
- 2017: The Bruises (Kurzfilm)
- 2018: Cheshire (Kurzfilm)
- 2018: What Really Matters (Kurzfilm)
- 2018: Southern Decadence
- 2020: Battle Star Wars – Die Sternenkrieger (Battle Star Wars)
- 2020: Airliner Sky Battle
- 2020: Meteor Moon
- 2021: 616 Wilford Lane
- 2021: Jungle Run – Das Geheimnis des Dschungelgottes (Jungle Run)
- 2021: Head of the Class (Fernsehserie, Episode 1x10)
- 2021: The Devil’s Triangle – Das Geheimnis von Atlantis (Devil's Triangle)
- 2023: Amy's Fucket List
- 2023: Shrinking (Fernsehserie, 2 Episoden)
- 2023: The Puppetman
- 2023: Völlig zerstört (Obliterated, Fernsehserie, 8 Episoden)
- 2025: Navy CIS (Fernsehserie, eine Episode)
- 2024: Strange Harvest: Occult Murder in the Inland Empire

## Theater
- 2016: Angels in America, Stella Adler Theater
- 2016: 12 Angry Jurors, American Academy of Dramatic Arts
- 2017: Othello, American Academy of Dramatic Arts
- 2017: Beautiful Bodies, American Academy of Dramatic Arts
- 2017: The Diary of Anne Frank, American Academy of Dramatic Arts
- 2017: Diverting Devotion, American Academy of Dramatic Arts